# 99 (Toto)
99 is een nummer van de Amerikaanse band Toto uit 1980. Het is de eerste single van hun tweede studioalbum Hydra, waarop het nummer uitgesponnen was tot 5:16 minuten.

## Achtergrondinformatie
Inspiratie voor het nummer haalde David Paich uit de film THX 1138 van George Lucas over een klinische en steriele wereld in de toekomst. De bijbehorende videoclip verwees daar ook naar. De heren waren daarvoor geheel in het wit gestoken in een wit decor. Opvallend was de weergave van Jeff Porcaro, hij werd geschoten door de vellen van zijn drumstel heen. Overheersend in dit nummer is de pianopartij (Paich was toetsenist van de band).
Het nummer haalde de 26e plaats in de Billboard Hot 100. In Nederland was het succes kleiner met een 12e positie in de Tipparade. Desondanks werd het wel een radiohit in Nederland en wordt het nog steeds regelmatig gedraaid. In Belgïe was er geen hitnotering weggelegd voor 99.

## NPO Radio 2 Top 2000
| Nummer met noteringen in de NPO Radio 2 Top 2000 | '06  | '07-'11 | '12  |
| ------------------------------------------------ | ---- | ------- | ---- |
| 99                                               | 1954 | -       | 1888 |

1. ↑  Een '-' betekent dat het nummer niet was genoteerd en een vetgedrukt getal geeft de hoogste notering aan.
2. ↑  2006 was het eerste jaar met een notering voor dit nummer.
3. ↑  Deze tabel is bijgewerkt tot en met de laatste editie (2024).